# Esens
Esens is een gemeente in Oost-Friesland, gelegen in de Duitse deelstaat Nedersaksen, en maakt deel uit van de gelijknamige samtgemeinde in het Landkreis Wittmund.
Esens telt 7.310 inwoners.

## Geschiedenis
Esens is vermoedelijk rond het jaar 800 gesticht. De plaats ontstond aan het einde van een belangrijke handelsroute over land van de Waddenzee in zuidelijke en zuidwestelijke richting naar o.a. Vlaanderen. Er was een kort kanaal (Sieltief, zijldiep) naar zee; Esens werd zodoende een niet onbelangrijk havenstadje. In de middeleeuwen was Esens wellicht enige tijd van grotere economische betekenis dan Emden.  De plaats maakte deel uit van het historische Harlingerland in Oost-Friesland.
In 1527 verkreeg Esens stadsrechten; in 1577 het recht op een eigen schutterij. De plaatselijke hoofdeling liet Esens bij zijn dood in 1540 na aan het Graafschap Rietberg.
In 1600 kwam Esens door het op Borg Berum gesloten zgn. Berumer Vergleich aan het Graafschap Oost-Friesland, in 1744 aan het Koninkrijk Pruisen, in 1815, na de val van Napoleon Bonaparte, aan het Koninkrijk Hannover, in 1866 weer aan Pruisen en in 1871 uiteindelijk aan het Duitse Keizerrijk.
Vanaf de Pruisische tijd (1744) nam Esens als stad in betekenis af; de bestuursinstanties werden elders gevestigd, en in het midden van de 18e eeuw werd het kasteel van Esens gesloopt en werden de vestingwallen geslecht. Esens was nu nog slechts een marktstadje voor de Noordzeevissers en de boeren in de omstreken.

### Vanaf 1933
Ondanks het feit dat Esens in de Tweede Wereldoorlog militair gezien onbelangrijk was, werd de stad op 27 september 1943 zwaar getroffen door een geallieerd vergisbombardement waarbij 165 mensen, onder wie veel in een armenhuis verblijvende kinderen, omkwamen. Het doel van het bombardement bleek eigenlijk Emden te zijn.
Tot in 1940 woonde er in de stad ook een Joodse gemeenschap; degenen, die niet aan de jodenvervolging van Adolf Hitlers Derde Rijk  wisten te ontkomen, werden omgebracht in de vernietigingskampen. De voormalige synagoge en de Joodse school staan er nog. De synagoge is nu een garage.
Na de oorlog werden in de stad veel Heimatvertriebene, uit Oost-Europa gedeporteerde Duitsers, ondergebracht.
In 1965 vond een ingrijpende stadssanering in het centrum van Esens plaats.
Vanaf omstreeks 1960 werd het strandtoerisme bij de nabijgelegen Waddenzee als inkomstenbron voor de gemeente krachtig gepromoot, en werden in de badplaatsen ten noorden van het stadje veel toeristische voorzieningen gerealiseerd. In 1974 volgde de gemeentelijke herindeling en werd Esens deel van de Samtgemeinde Esens.

## Bensersiel
Bensersiel ligt aan de noordelijke kust van Oost-Friesland, op 4 kilometer gelegen van Esens. Het is onderdeel van de gemeente. De kustplaats is een erkend kuuroord en bezit een jacht- en vissershaventje. Vanuit de plaats vertrekt de veerboot naar het eiland Langeoog.

## Politiek
De stad Esens wordt bestuurd door de gemeenteraad, bestaande uit 21 gekozen raadsleden. De stad heeft geen gekozen burgemeester, uit de raad wordt een lid tot burgemeester gekozen. Omdat Esens binnen de Samtgemeinde samenwerkt is de burgemeester van de stad een  erefunctie zonder daadwerkelijke macht. De macht van de burgemeester ligt bij de burgemeester van de samtgemeinde, die wel rechtstreeks wordt gekozen. Burgemeester van de stad is sinds 2015 Karin Emken van de SPD.

### Samenstelling van de raad
De raad van Esens werd voor het laatst gekozen in 2021. De samenstelling is als volgt:
| Partij/Groepering     | 2021 | 2011 |
| --------------------- | ---- | ---- |
| CDU                   | 4    | 4    |
| SPD                   | 11   | 8    |
| EBI                   | 3    | 3    |
| Bündnis 90/Die Grünen | 2    | 2    |
| FDP                   | 1    | 1    |
| Freie Wähler (BfB)    | -    | 1    |

## Bezienswaardigheden
- De evangelisch-lutherse Sint-Magnuskerk, gebouwd in 1844, gewijd aan Magnus van Trani
- Het streekmuseum Museum „Leben am Meer“, gevestigd in de Peldemühle, een historische pelmolen, type achtkante bovenkruier. Interessant is hier de collectie archeologische vondsten, o.a. uit gebieden, die in het verre verleden door mensen bewoond land waren, en na de 5e eeuw werden overspoeld door de Waddenzee.
- Het stadhuis is het voormalige Von Heespen-paleis, dat omstreeks 1615 werd gebouwd en omstreeks 1715 ingrijpend in barokstijl verbouwd. Rond 2013 is het gebouw opnieuw gerenoveerd.

## Fotogalerij

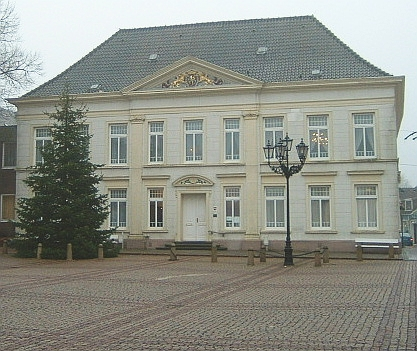
Stadhuis
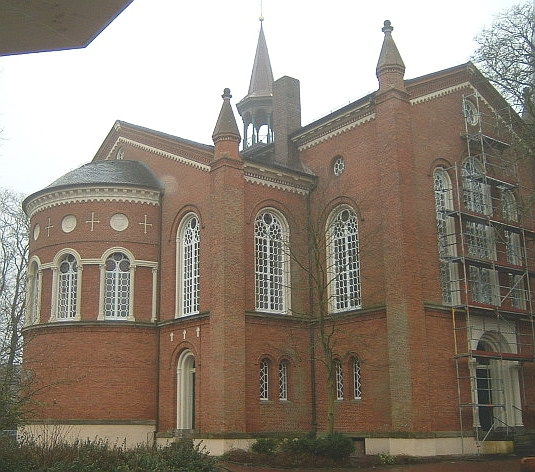
Sint-Magnuskerk
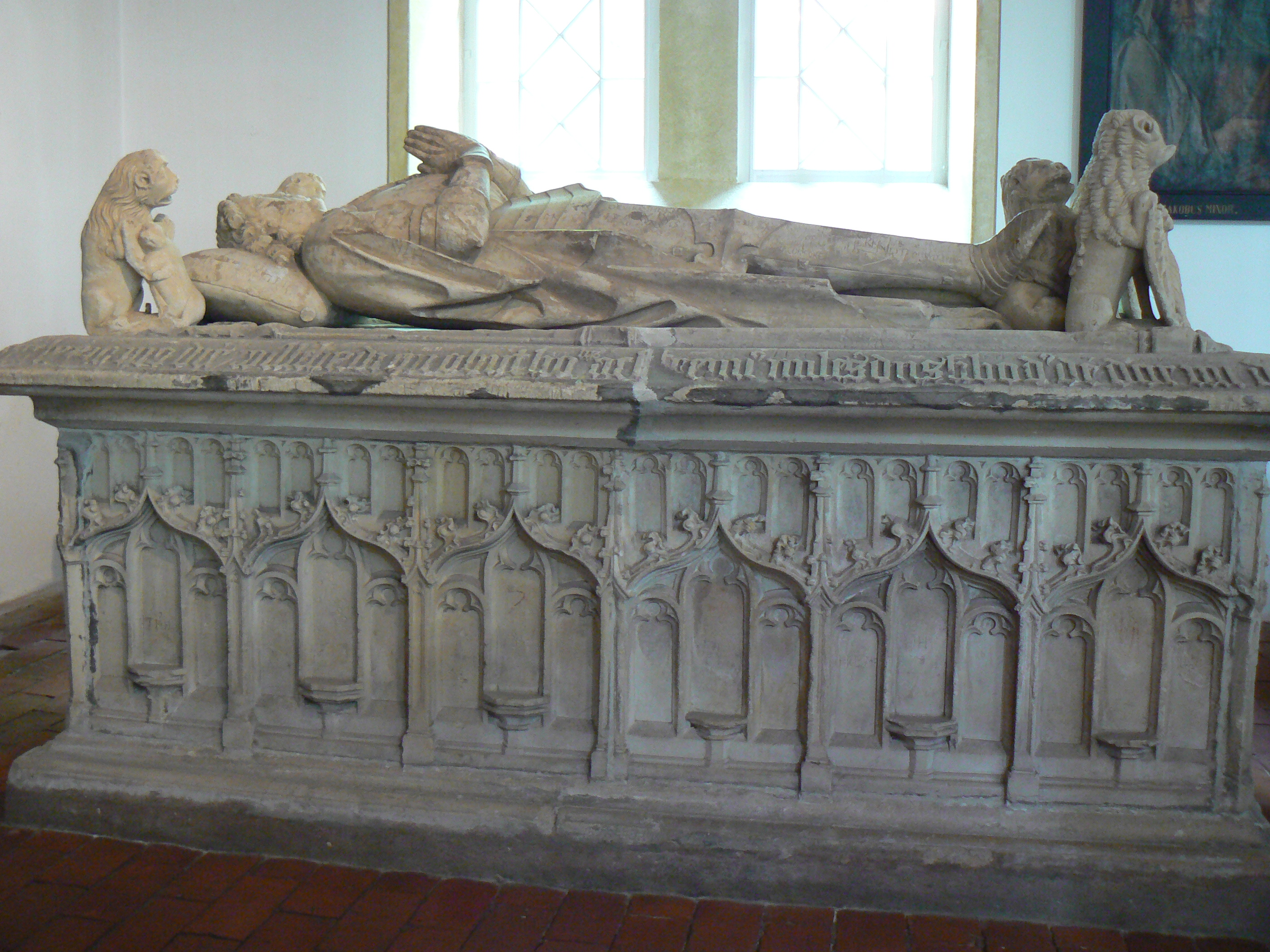
Sarcofaag van Sibet Attena in deze kerk
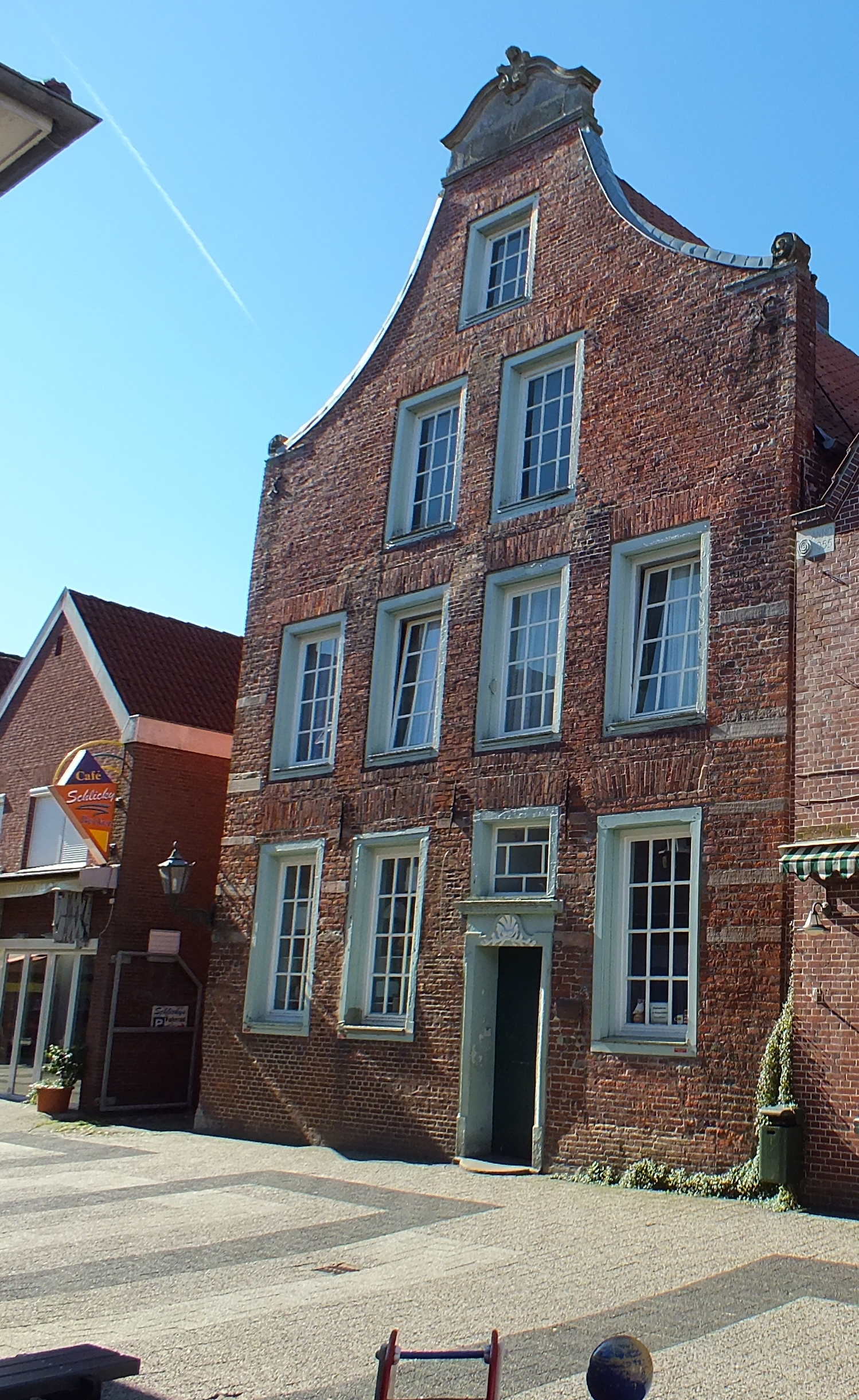
18e-eeuws, van binnen deels 16e-, deels 17e-eeuws monumentaal pand aan de Steinstraße; in gebruik als winkel
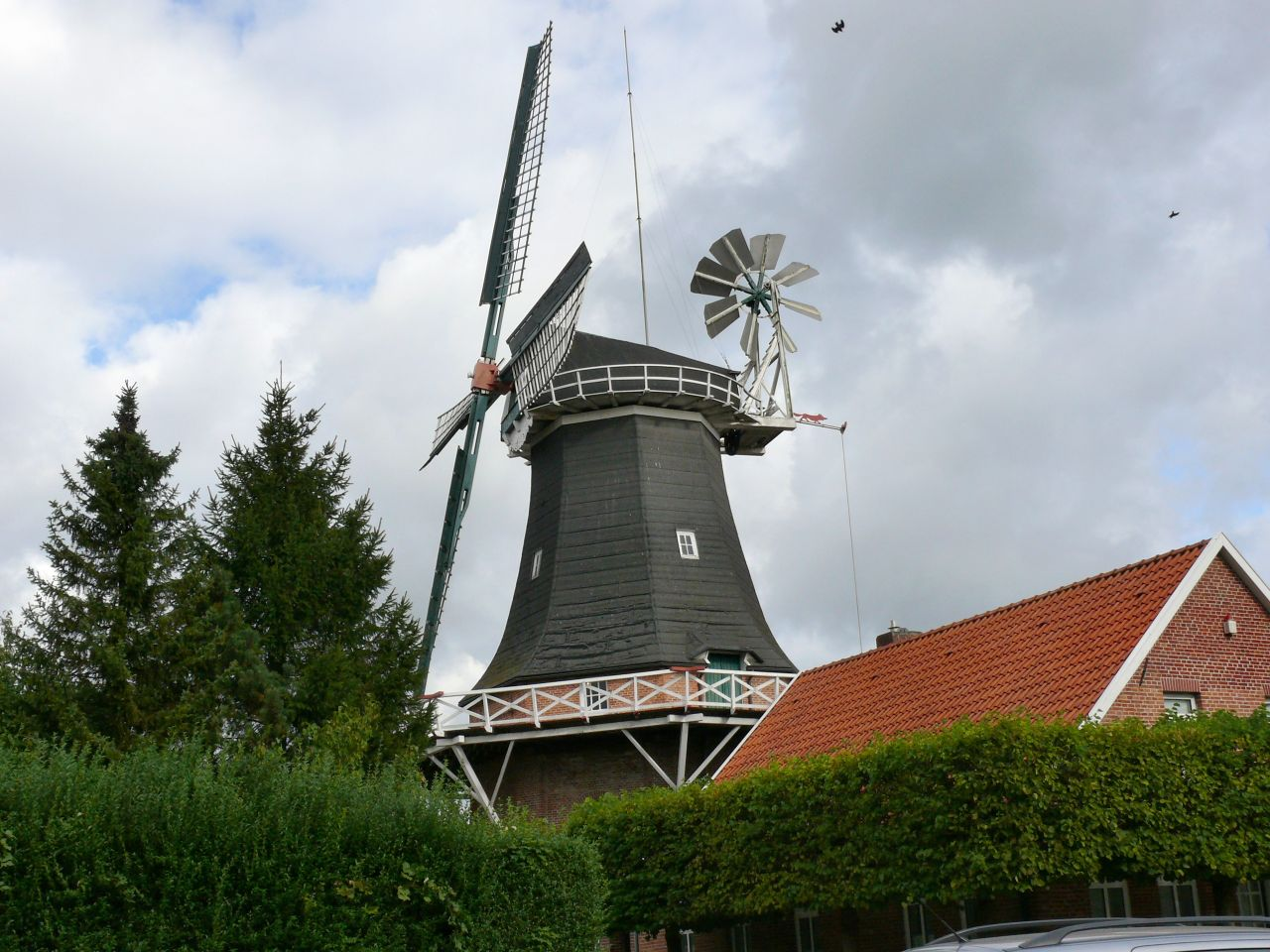
Peldemühle (museum) te Esens
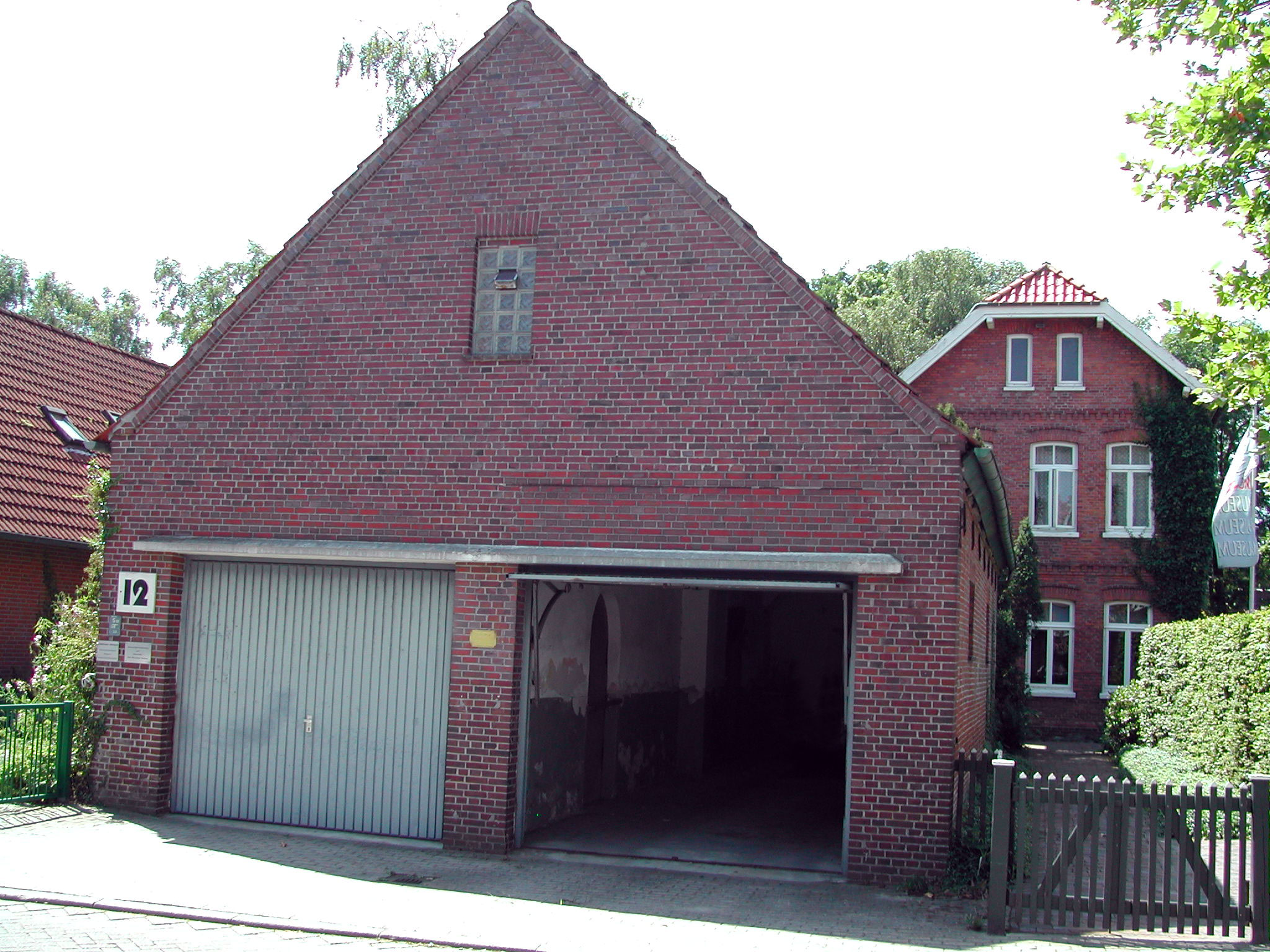
De voormalige synagoge (met in de achtergrond de Joodse school, tegenwoordig  gedenkplaats en klein Joods museum)
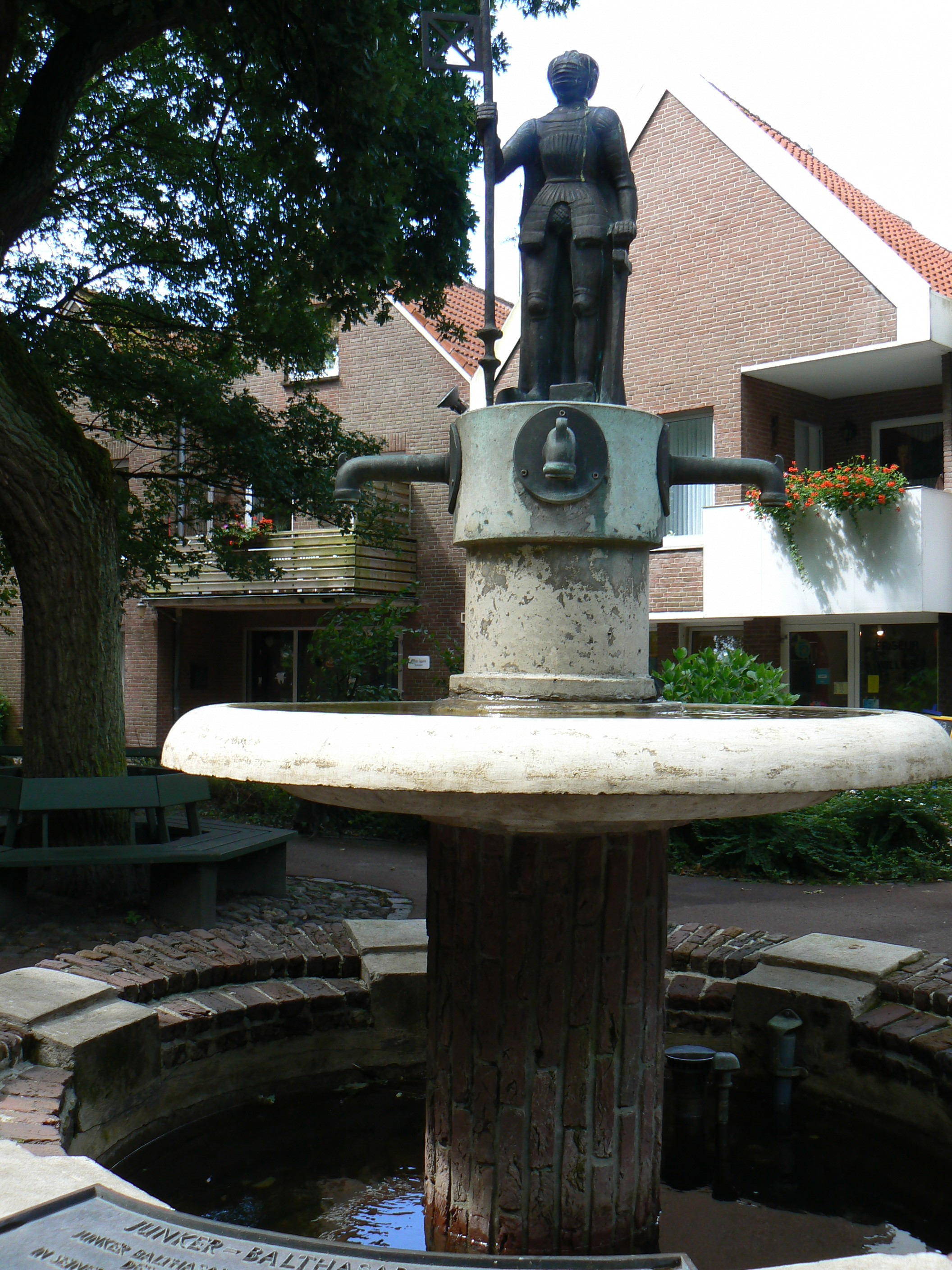
Pomp met beeld van Balthasar Oomkens van Esens
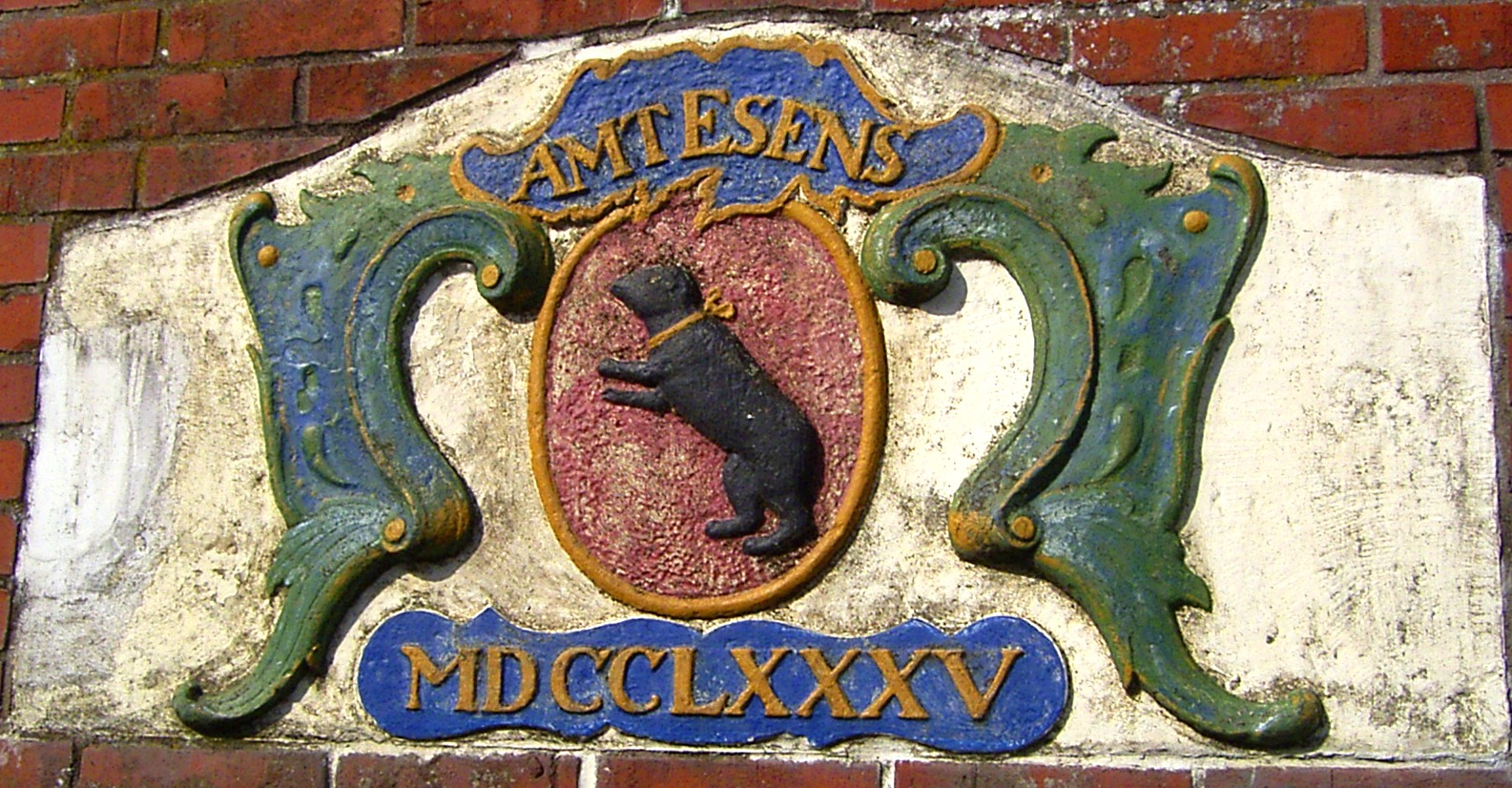
Wapen
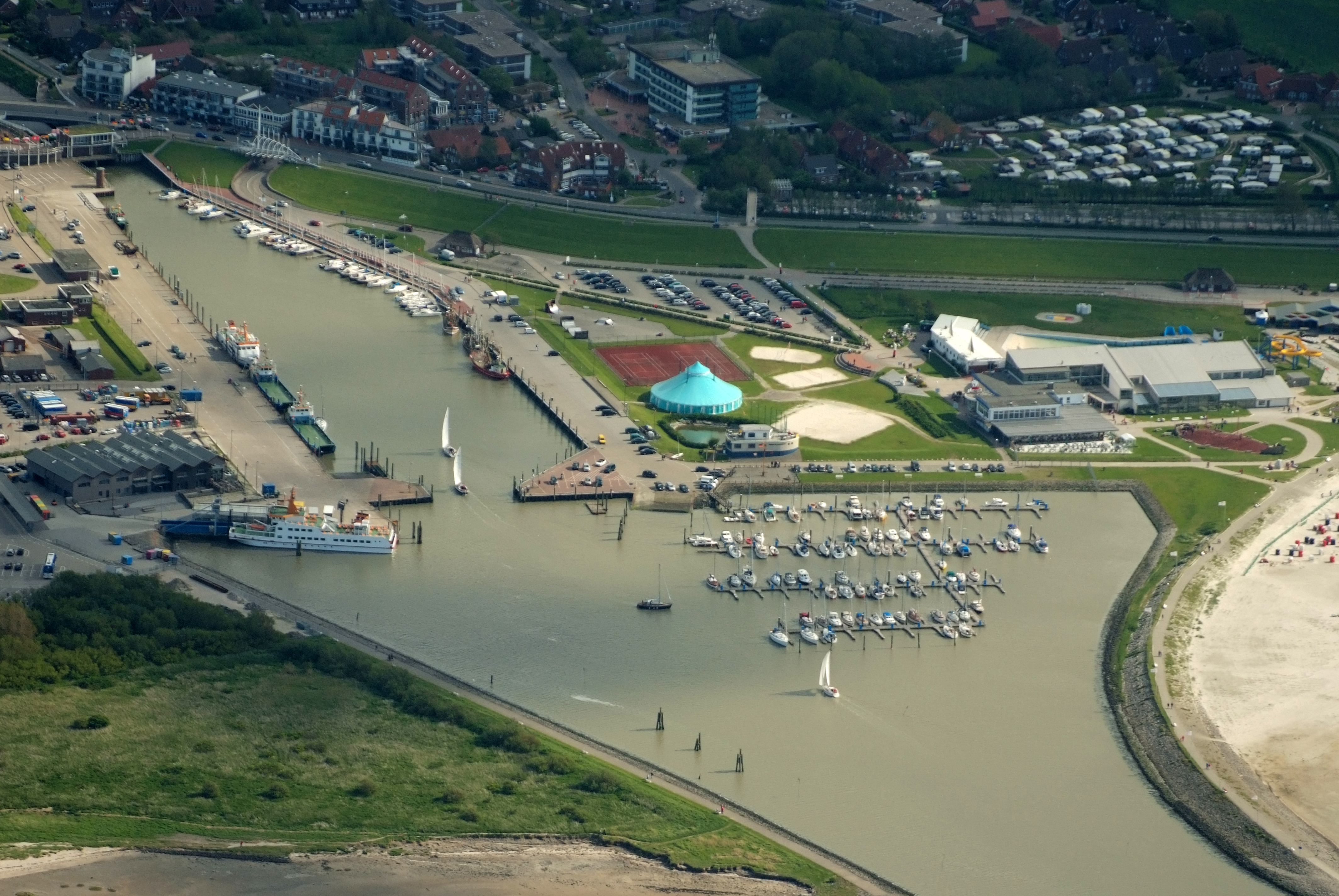
Bensersiel
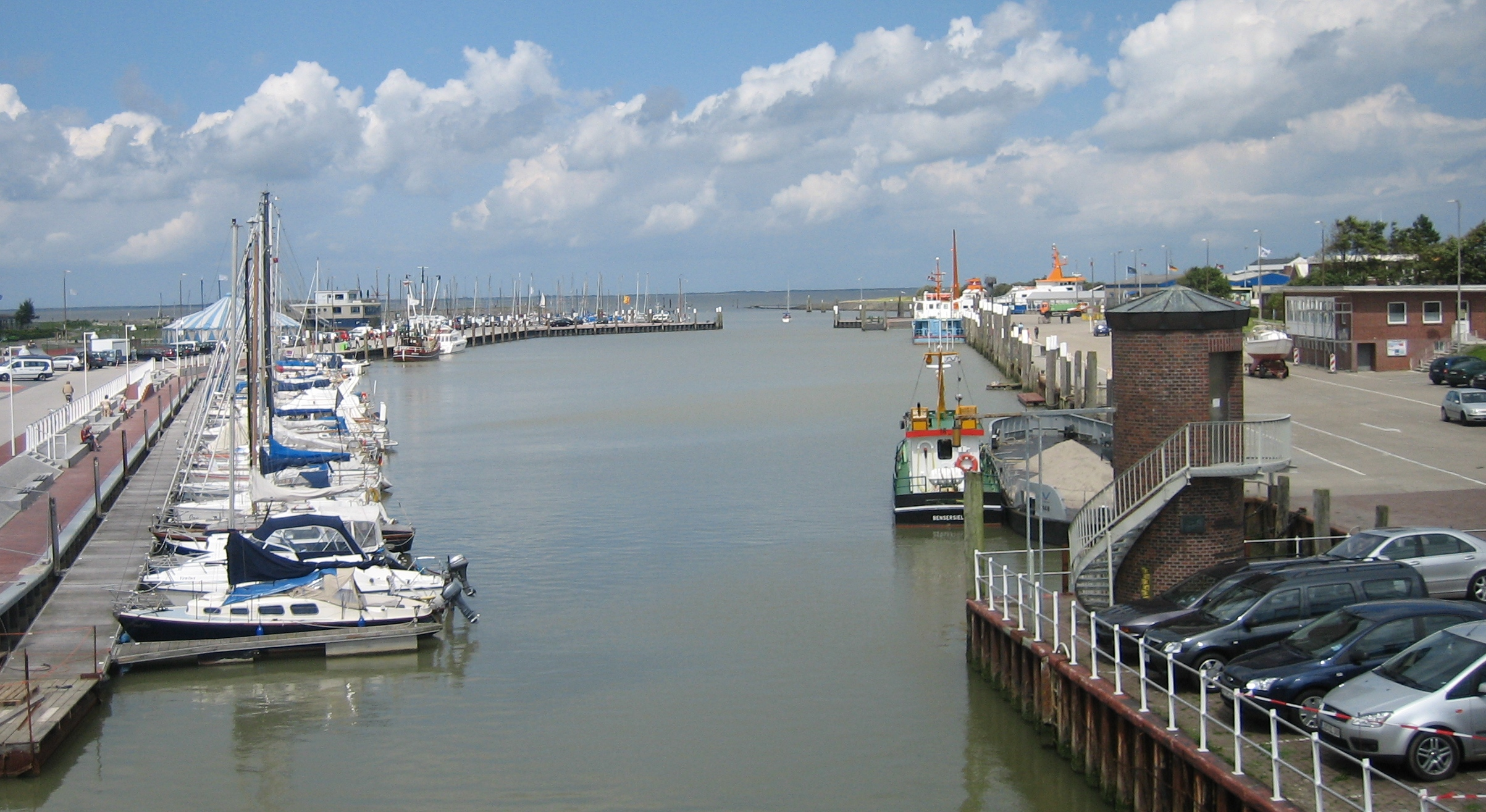
Bensersiel

## Belangrijke personen in relatie tot de stad
- Balthasar Oomkens van Esens (? - 1540 te Esens), hoofdeling, kasteelheer en zeerover
- David Fabricius (9 maart 1564 te Esens; † 7 mei 1617 in Osteel), astronoom en cartograaf
- Jacob Cröpelin, een beroemd houtsnijder uit de 17e eeuw, had zijn atelier in Esens.
- Philipp Heinrich Erlebach (25 juli 1657 – 17 april 1714), componist, geboren in Esens
- Christiaan Everhard van Oost-Friesland (Esens, 1 oktober 1665 – Aurich, 30 juni 1708), sinds zijn geboorte vorst van Oost-Friesland. Hij behoorde tot het huis Cirksena.
- Philipp Ludwig Statius Müller (Esens, 25 april 1725 – Erlangen, 5 januari 1776), Duits theoloog en zoöloog
- Gerhard Moritz Roentgen (Esens, 7 mei 1795 – Bloemendaal, 28 oktober 1852), Nederlandse zeeofficier, werktuigkundig ingenieur en scheepsbouwer
- Johann Gottfried Rohlfs (27 juni 1759 te Esens; † 25 juli 1847 ibidem), orgelbouwer
- Arnold Rohlfs (1 april 1808 te Esens; † 20 oktober 1882), orgelbouwer, zoon van Johann Gottfried Rohlfs
- Gerd Sieben Janssen (21 oktober 1802 te Esens; † 4 maart 1899 in Aurich), orgelbouwer, leerling van Johann Gottfried Rohlfs
- Sara Oppenheimer[5] (4 oktober 1844 in Esens; † 15 december 1906 in Mainz), beroemd operazangeres

## Trivia

### De beer in het stadswapen
Over de herkomst van het wapen van Esens wordt de volgende sage verteld:
Toen de stad Esens in de middeleeuwen weer eens door vijandelijke troepen werd belegerd, bevond zich juist een rondreizende muzikant met zijn dansende beer in de stad. De belegering duurde lang, maar Esens was met wallen, grachten en poorten goed beschermd, en hield stand. De vijand veranderde van tactiek en besloot, Esens uit te hongeren door het afsnijden van de voedselaanvoer. Toen de nood op het hoogst was, en de overgave van de stad nog slechts een kwestie van uren leek te zijn geworden, brak plotseling de nog in een kooi in de stad aanwezige beer los. Brullend van honger klom het dier op een toren bij een van de stadspoorten en begon stenen om zich heen te smijten. De vijanden trokken daaruit de onjuiste conclusie, dat de inwoners van Esens nog genoeg proviand hadden, om zelfs nog een beer te kunnen voederen. Ze braken het beleg op en trokken af. De stad was gered. Als dank werd de beer voortaan het wapendier van Esens. De beer houdt op het wapen doorgaans een grote steen in zijn klauw vast.
Mede omdat Esens een beer in zijn stadswapen heeft, is in 1998 juist in Esens-Bensersiel de Deutsche Teddy-Stiftung opgericht. Deze beoogt kinderen in acute nood te helpen, o.a. door een 28 cm grote teddybeer als troost te laten schenken (bijv. door politie- of ambulancepersoneel) aan kinderen, die juist een ongeluk of ander trauma hebben meegemaakt, of er getuige van waren.

### Sara Oppenheimer
De in Esens geboren Sara Oppenheimer, een gevierd operazangeres van Joodse afkomst, die zelfs door de als antisemitisch bekend staande Richard Wagner om haar zangkwaliteit werd geprezen, reisde in 1864 vanuit Frankfurt am Main naar haar geboorteplaats Esens. Zij zou er een concert geven in de plaatselijke evangelisch-lutherse kerk. Enige kerkleden meenden echter, dat zij niet uit liefde voor haar geboorteplaats, maar uitsluitend uit „Gewinnsucht (winstbejag)“ kwam optreden, en trokken het contract in. Dat Sara redelijkerwijze ten minste een reis- en verblijfkostenvergoeding mocht verwachten, wilde er bij de heren ook niet in. Uiteindelijk gaf Sara een concert in een zaaltje van een café-restaurant.  
Deze houding wordt als kenmerkend voor de tijdgeest van het laat-19e-eeuwse Duitsland beschouwd, waar opkomend antisemitisme en een vrouwonvriendelijk cultureel klimaat deel van uitmaakten.
In de 21e eeuw vond men in Esens de tijd rijp voor een openbaar afstand nemen van deze 19e-eeuwse schoffering van Sara Oppenheimer. In 2014 werd een straat te Esens naar haar genoemd, en in oktober 2021 werd een gedenkplaquette voor haar onthuld in het kader van een nationaal project FrauenORT, waarmee ook de stad Esens door een vrouwen-instantie van Nedersaksen tot Frauenort, plaats die verbonden is met een historisch belangrijke vrouw, werd verklaard.